# اتین بکر
اتین بکر (انگلیسی: Étienne Becker؛ ۱ مهٔ ۱۹۳۶ – ۱۱ دسامبر ۱۹۹۵) فیلم‌بردار اهل فرانسه بود. وی سابقه همکاری با فیلمسازانی چون کریس مارکر، پیر لومه، اریک رومر، ژان روش، ژاک ریوت و لویی مال را در کارنامه داشت.

## بخشی از فیلم شناسی
- راز (۱۹۷۴)
- اسباب‌بازی (۱۹۷۶)
- سگ‌ها (۱۹۷۹)